# Prix de la Société mathématique européenne
Le prix de la Société mathématique européenne (ou prix de l'EMS, en anglais EMS prize) est une distinction mathématique décernée tous les quatre ans, lors du Congrès européen de mathématiques (ECM) à de jeunes mathématiciens (âgés de moins de 36 ans). Le prix est doté de 5 000 €. Le prix a été attribué pour la première fois lors du congrès de Paris en 1992. Dix prix sont à chaque fois décernés pour « reconnaître d'excellentes contributions aux mathématiques par de jeunes chercheurs d'au plus 35 ans. »

## Lauréats
Parmi les lauréats, jusqu'en 2016, douze ont également reçu la médaille Fields, identifiés par le symbole F , tandis que le symbole  indique les mathématiciennes.

### 2024 – Séville
Les lauréats au congrès 2024 de Séville sont :
- Maria Colombo (École polytechnique fédérale de Lausanne)
- Cristiana De Filippis (université de Parme)
- Jessica Fintzen (université de Cambridge, université Duke et université de Bonn).
- Nina Holden (Courant Institute of Mathematical Sciences de l'université de New York)
- Thomas Hutchcroft (California Institute of Technology)
- Jacek Jendrej (chargé de recherches CNRS université Sorbonne-Paris-Nord)
- Adam Kanigowski (université du Maryland)
- Frederick Manners université de Californie à San Diego
- Richard Montgomery (université de Warwick),
- Danylo Radchenko (université de Lille)

### 2020-2021 - Portorož
Les lauréats ont été choisis et leurs noms sont rendus publics en juin 2020 ; la remise solennelle des prix a lieu en 2021.
- Karim Adiprasito (université hébraïque de Jérusalem / université de Copenhague)
- Ana Caraiani (Imperial College, Londres)
- Alexander Efimov (Institut Steklov, Moscou)
- Simion Filip (université de Chicago)
- Alexandre Andreïevitch Logounov (université de Princeton)
- Kaisa Matomäki (université de Turku)
- Phan Thành Nam (université Louis-et-Maximilien de Munich)
- Joaquim Serra (École polytechnique fédérale de Zurich)
- Jack Thorne (université de Cambridge)
- Maryna Viazovska,F (École polytechnique fédérale de Lausanne)

### 2016 - Berlin
Les lauréats au congrès de 2016 à Berlin sont :
- Mark Bravermann (université de Princeton, États-Unis)
- Vincent Calvez (ENS de Lyon, France)
- Hugo Duminil-CopinF (Université de Genève, Suisse)
- James MaynardF (université d'Oxford, Grande-Bretagne)
- Guido De Philippis (SISSA Trieste, Italie)
- Peter ScholzeF (HCM Bonn, Allemagne)
- Péter Varjú (université de Cambridge, Grande-Bretagne)
- Geordie Williamson (MPI Bonn, Allemagne)
- Thomas Willwacher (ETH Zurich, Suisse)
- Sara Zahedi (KTH, Suède) )

### 2012 - Cracovie
- Simon Brendle ( Allemagne)
- Emmanuel Breuillard ( France)
- Alessio FigalliF ( Italie)
- Adrian Ioana ( Roumanie)
- Mathieu Lewin ( France)
- Ciprian Manolescu ( Roumanie)
- Grégory Miermont ( France)
- Sophie Morel ( France)
- Tom Sanders ( Royaume-Uni)
- Corinna Ulcigrai ( Italie)

### 2008 - Amsterdam
- Artur ÁvilaF ( Brésil)
- Alexeï Borodine ( Russie)
- Ben Green ( Royaume-Uni)
- Olga Holtz ( Russie)
- Boáz Klartag ( Israël)
- Alexander Kouznetsov ( Russie)
- Assaf Naor (République Tchèque,  Israël)
- Laure Saint-Raymond ( France)
- Agata Smoktunowicz ( Pologne)
- Cédric VillaniF ( France)

### 2004 - Stockholm
- Franck Barthe ( France)
- Stefano Bianchini ( Italie)
- Paul Biran ( Israël)
- Elon LindenstraussF ( Israël)
- Andrei Iurivitch OkunkowF ( Russie)
- Sylvia Serfaty ( France)
- Stanislav SmirnovF ( Russie)
- Xavier Tolsa ( Espagne)
- Warwick Tucker ( Australie/ Suisse)
- Otmar Venjakob ( Allemagne)

### 2000 - Barcelone
- Semyon Alesker ( Israël)
- Raphaël Cerf ( France)
- Dennis Gaitsgory ( États-Unis)
- Emmanuel Grenier ( France)
- Dominic Joyce ( Royaume-Uni)
- Vincent Lafforgue ( France)
- Michael McQuillan ( Royaume-Uni)
- Stefan Nemirovski ( Russie)
- Paul Seidel ( Italie Suisse)
- Wendelin WernerF ( France)

### 1996 - Budapest
- Alexis Bonnet ( France)
- Timothy GowersF ( Royaume-Uni)
- Annette Huber-Klawitter ( Allemagne)
- Aise Johan de Jong ( Pays-Bas)
- Dmitri Kramkov ( Russie)
- Jiří Matoušek ( République tchèque)
- Loïc Merel ( France)
- Grigori PerelmanF ( Russie) (refusé)
- Ricardo Pérez-Marco ( Espagne/  France)
- Leonid Polterovich ( Russie/Israël)

### 1992 - Paris
- Richard BorcherdsF ( Royaume-Uni)
- Jens Franke ( Allemagne)
- Alexander Goncharov ( Russie)
- Maxim Lvovitch KonzewitschF ( Russie)
- François Labourie ( France)
- Tomasz Łuczak ( Pologne)
- Stefan Müller ( Allemagne)
- Vladimír Šverák ( Tchécoslovaquie)
- Gábor Tardos ( Hongrie)
- Claire Voisin ( France)